# Daichi Sasaki
Pour les articles homonymes, voir Sasaki.
Daichi Sasaki (佐々木 大地, Sasaki Daichi) est un joueur de shōgi professionnel japonais né le 30 mai 1995 à Tsushima.

## Biographie et carrière
Daichi Sasaki est né en mai 1995 à Tsushima.
Il est devenu professionnel avec un classement de 4e dan en avril 2016 et  a été classé 7e dan à partir d'avril 2022.
Il a remporté le prix de la fédération japonaise de shogi 2019 pour le plus grand nombre de parties gagnées (avec 46 victoires).
En avril 2023, il bat Takuya Nagase en finale du tournoi de sélection du challengeur (tournoi des candidats) du titre Kisei et obtient le droit de défier le jeune prodige Sōta Fujii pour le titre de Kisei,  qui est sa première finale d'un titre majeur de shogi. Il perd le match sur le score de 1 à 3.
En mai 2023, il bat Yoshiharu Habu en finale du tournoi de sélection du challengeur (tournoi des candidats) du titre Oi et obtient le droit de défier Sōta Fujii pour le titre d'Oi, obtenant ainsi sa deuxième finale d'un titre majeur de shogi. Il perd le match sur la marque de 1 à 4.